# Melanoïdina
Les melanoïdines són molècules polimèriques de color bru o torrat que es generen en sotmetre determinats aliments a altes temperatures.
Les melanoïdines són estructures polimèriques heterogènies de pes molecular elevat que en la seva estructura, a diferència dels polisacàrids, contenen també nitrogen i presenten un color marró característic. Es formen en les etapes finals de la denominada reacció de Maillard que té lloc durant l'escalfament dels aliments (torrat, rostit o fregit). Aquesta reacció s'inicia per la combinació entre compostos nitrogenats (aminoàcids o proteïnes) i sucres reductors, a partir d'aques procés inicial es produeixen diferent reaccions de ciclació, redox, de polimerització, etc. donant lloc a estructures complexes. Les melanoïdines presenten diverses propietats que incideixen en les característiques organolèptiques, funcionals, tecnològiques i nutricionals dels aliments. S'han evidenciat, entre d'altres, activitats antioxidants, antiradicalàries, antimicrobianes. Diàriament, la població ingereix entorn de 2-10 grams de melanoïdines i les principals fonts d'exposició són el consum de cafè, i els cereals cuinats (en productes de fleca o en malt d'ordi per a elaborar cervesa, per exemple).